# 9589 Deridder
9589 Deridder è un asteroide della fascia principale. Scoperto nel 1990, presenta un'orbita caratterizzata da un semiasse maggiore pari a 2,5948836 au e da un'eccentricità di 0,0571462, inclinata di 4,15523° rispetto all'eclittica.
L'asteroide è dedicato al professore universitario belga Remi Adolph De Ridder.